# Лясота Василь Петрович
Лясота Василь Петрович (* 1962, Вінницька область) — український науковець, автор-виконавець сучасних та старовинних українських творів, а також власних; громадський діяч, доктор ветеринарних наук, професор кафедри гігієни тварин і основ ветеринарної медицини Білоцерківського національного аграрного університету. Автор понад 160 наукових праць із них, 7 Деклараційних патентів України, 7 рекомендацій, 2 Технічні умови, затверджених Департаментом ветеринарної медицини Міністерства Аграрної політики України.
У 1991 році захистив кандидатську дисертацію на тему «Гомотин - стимулятор резистентності і продуктивності свиней». У 2004 році здобув в Білоцерківського національного аграрного університету ступінь доктора медичних наук за спеціальністю «Ветеринарна мікробіологія, вірусологія, епізоотологія, мікологія, імунологія». Тема докторської дисертації: «Обґрунтування і розробка превентивних заходів корекції природної резистентності організму свиней за умов впливу паратипових факторів».
В даний час працює на посаді професора кафедри гігієни тварин і основ ветеринарної медицини Білоцерківського національного аграрного університету. Загальний стаж роботи в університеті – 25 років.

## Наукова робота
Напрями наукової діяльності сконцентровані на вивченні пливу абіотичних факторів на природну резистентність сільськогосподарських тварин та використанню природних біологічно активних препаратів імунодулюючої дії про- і пребіотиків для підвищення імунобіологічної реактивності, збереженості, енергії росту, продуктивних якостей тварин і птиці. Велика увага приділяється вивченню методів застосування енергоінформаційних технологій у свинарстві та скотарстві, що дозволяє структуризувати біологічно активні речовини, препарати і переводити у більш активний стан, а при використанні тваринам сприяє підсиленню функціональних систем їхнього організму.
Опубліковано 154 наукові праці із них, 7 Деклараційних патентів України, 7 рекомендацій, 2 Технічні умови, затверджених Департаментом ветеринарної медицини Міністерства Аграрної політики України.
Матеріали науково-дослідної роботи широко висвітлені у фахових виданнях. які визначені ВАК України. Це дані про вплив паратипових факторів на природну резистентність сільськогосподарських тварин та вплив природних імуномоделюючих препаратів отриманих із тимусу і крові молодняку великої рогатої худоби, структурованих біологічно активних препаратів, про- і пребіотиків на природну резистентність, енергію росту телят  і свиней усіх технологічних груп.
Кафедра гігієни і основ ветеринарної медицини Білоцерківського НАУ має проблемну лабораторію імунології сільськогосподарських тварин, оснащену сучасними приладами та обладнанням. Кафедра творчо працює з Інститутом ветеринарної медицини УААН, науково-дослідним інститутом експериментальної патології, онкології та радіобіології ім. Р.Є. Кавецького, Центром радіаційної медицини АМН України, інститутом внутрішніх хвороб тварин та інститутом ветеринарно-санітарної експертизи у складі Білоцерківського національного аграрного університету, господарствами Білоцерківського району Київської області, Вінницької та черкаської областей, що дозволяє проводити досліди за прогресивними методиками, спрямованими на створення та удосконалення застосування біологічно активних препаратів для підвищення збереженості, енергії росту, продуктивності, якості тваринницької продукції і зниження її собівартості.
На кафедрі виконуються дві докторські дисертації, п’ять кандидатських дисертацій (науковий керівник чотирьох аспірантів – професор В.П. Лясота).
Сформована потужна виробнича база для проведення наукових досліджень за перспективними тематиками в різних регіонах України та ближнього зарубіжжя.